# Y-skärning

En graf med en punkt i y-skärningen.

För en graf är y-skärningen den punkt där {\displaystyle x=0}. Det går även att beskriva som när grafen korsar y-axeln i ett tvådimensionellt kartesiskt koordinatsystem.

## Metod
Algebraiskt erhålls y-skärningen genom att sätta {\displaystyle x=0} och lösa ekvationen. För räta linjer visar y-skärningen vilket värde på {\displaystyle m} linjen har.